# Chomes
Chomes es el tercer distrito del cantón de Puntarenas, en la provincia de Puntarenas, de Costa Rica.

## Toponimia
Originalmente, Chomi al parecer era el nombre de un cacique, no de un lugar. La primera mención de este nombre aparece en el Itinerario y cuentas de Gil González Dávila, conquistador que recorrió la vertiente del Pacífico costarricense en 1522, con la siguiente referencia:[cita requerida] 

El cacique Chomi, que está 6 leguas tierra adentro, ausentóse, y huyeron de sus bohíos; trujeron de allá 683 pesos, 2 tomines de oro

## Historia
La región fue sometida por los españoles en la época del primer corregidor de Nicoya, Pedro Ordóñez de Villaquirán (1554-1556), que recibió la sumisión voluntaria de los indígenas chomes y abangares, a cambio de algunos ornamentos eclesiásticos. En la costa del territorio habitado por los chomes se estableció una reducción de indígenas con ese mismo nombre, y allí desembarcó el Alcalde Mayor de Nicaragua Juan de Cavallón y Arboleda en 1561, al inicio de su expedición a Nuevo Cartago y Costa Rica e introdujo el primer ganado bovino a Costa Rica por esta localidad.
En 1566 se construye en esta localidad la segunda iglesia más antigua del país; esto según registros de la Diosesis de Tilaran y Puntarenas. Iglesia que aún se encuentra en dicha localidad.
En 1569 el gobernador Pero Afán de Ribera y Gómez, a solicitud de la vecina ciudad de Aranjuez, adjudicó a la Corona la encomienda del pueblo de Chomes, por ser puerto. En ese momento su población fue calculada en 100 indígenas, aunque no se sabe si en realidad se trataba de 100 individuos o de 100 familias.
Para 1576 ya se había erigido el Corregimiento de Chomes, cuyo titular en ese año era Ruy López de Ribera. Sin embargo, la reducción de Chomes, única población existente en el Corregimiento, desapareció en la primera mitad del siglo XVII, y con ella se extinguió también la circunscripción, cuyo territorio quedó de hecho bajo la autoridad de los Gobernadores de Costa Rica.
Chomes recuperó alguna importancia en los siglos XIX y XX, como centro de las principales salinas del país, y se abrió un canal artificial entre el mar y el río Lagartos para facilitar el acceso a las embarcaciones que llegaban a cargar sal. La sal se elaboraba durante la estación seca, y en la estación lluviosa el pueblo quedaba abandonado. Hoy sigue funcionando un pequeño puerto de la localidad.
En la localidad de Chomes se encuentra la segunda iglesia más antigua de Costa Rica. En el año 2012, la escuela de Chomes cumplió 100 años de su fundación y además se cumplieron 490 años de la primera presencia española en el lugar.

## Ubicación
Se ubica a 11 kilómetros al norte de la ciudad de Puntarenas en la costa del Océano Pacífico, entre las orillas del Río Guacimal y el Río Lagartos.
Chomes limita al oeste con el cantón de Abangares, al este con el cantón de Montes de Oro, al norte con el cantón de Monteverde y al sur con el Golfo de Nicoya.

## Geografía
Chomes cuenta con un área de 118,95 km² y una altitud media de 4 m s. n. m.

## Demografía
Para el año 2022, Chomes cuenta con una población estimada de 7604 habitantes, y para el último censo efectuado, en 2011, Chomes contaba con una población de 5522 habitantes.

## Localidades
- Poblados: Alto Pie de Paloma, Cambalache, Cocoroca, Coyoles Motos, Don Jaime, Jarquín (parte), Judas, Laberinto, Lagarto, Malinche, Morales, Pita, Playa Coco, Pocitos, Punta Morales, San Agustín, San Gerardo, Santa Juana, Sarmiento, Terrero, Vanegas, Yomalé.

## Transporte

### Carreteras
Al distrito lo atraviesan las siguientes rutas nacionales de carretera:
- Ruta nacional 1
- Ruta nacional 132
- Ruta nacional 601
- Ruta nacional 603
- Ruta nacional 605